# Educação na Alemanha
A responsabilidade pelo sistema de ensino alemão encontra-se principalmente com os Länder (estados), enquanto o governo federal tem apenas um papel menor. O Kindergarten (jardim de infância) é opcional e a educação é para todas as crianças entre três e seis anos de idade, após o qual a frequência escolar é obrigatória, na maioria dos casos por 11 a 12 anos. O sistema varia em toda a Alemanha, porque cada Bundesland decide as suas próprias políticas educacionais. A maioria, entretanto, em primeiro lugar atender Grundschule partir da idade de seis a dez ou 12.
Em contraste com a educação secundária inclui quatro tipos de escolas: o Gymnasium visa preparar os alunos para o ensino universitário e termina com o exame final, o Abitur, depois de grau 12 ou 13. A Realschule tem uma gama mais ampla de atenção para alunos intermediários e termina com o exame final, o Mittlere Reife, após a 10 ª série, a Hauptschule prepara o aluno para a educação profissional e termina com o exame final, o Hauptschulabschluss, depois de grau 9 ou 10 e depois o Realschulabschluss após a 10 série. Existem dois tipos de séries 10: um é a série mais elevada chamado 10b tipo e a série mais baixa é chamada de tipo 10, apenas o tipo mais elevado nível 10b pode levar a Realschule e isso acaba com o exame final Mittlere Reife após a série 10b. Este novo caminho de alcançar o Realschulabschluss em uma escola secundária com orientação vocacional foi alterado pelos regulamentos oficiais da escola em 1981 - com um período de carência de um ano. Durante o período de carência de um ano da mudança para a nova regulamentação, os alunos poderão continuar com a classe 10 para cumprir o prazo legal de educação. Após 1982, o novo caminho era obrigatório, como explicado acima. Fora isso, há a Gesamtschule, que combina as três abordagens. Há também Förderschulen/ Sonderschulen. Um em cada 21 alunos frequenta uma Förderschule. No entanto, a Förderschulen/Sonderschulen também pode levar, em circunstâncias especiais, a um Hauptschulabschluss do tipo ou do tipo 10-A ou 10-B, o último dos quais é o Realschulabschluss.
A fim de entrar na universidade, os estudantes são, em regra, necessária para manter o Abitur, no entanto, aqueles com um Meisterbrief (diploma) também têm sido capazes de aplicar desde 2009. Aqueles que desejam participar de uma "Universidade de Ciências Aplicadas" deve, como regra geral, mantenha o Abitur, o Fachhochschulreife ou Meisterbrief. Na falta de tais títulos, os alunos são elegíveis para ingressar em uma universidade ou uma universidade de ciências aplicadas se eles podem apresentar uma prova adicional de que eles serão capazes de acompanhar seus colegas estudantes.
Um sistema especial de aprendizado chamado Duale Ausbildung permite que alunos dos cursos de formação profissional para fazer o treinamento em serviço em uma empresa, bem como em escola estaduais. Apesar de a Alemanha teve uma história de um sistema educacional forte, as avaliações estudantis PISA recentes demonstraram uma fraqueza em determinados assuntos. No teste de 43 países no ano de 2000, a Alemanha classificou 21ª posição em leitura e 20ª em matemática e as ciências naturais, provocando apelos por uma reforma.